# Лоський Володимир Миколайович
Володимир Миколайович Лоський (26 травня (8 червня) 1903, Геттінген, Німецька імперія — 7 лютого 1958, Париж, Франція) — французький богослов Паризької школи богослов'я, діяч російського зарубіжжя, основоположник «неопатристичного» синтезу в православному богослов'ї.

## Біографія
Син філософа-інтуітивіста М. О. Лоського, онук педагога і публіциста Володимира Яковича Стоюніна. Польський рід Лоських походив зі східної Латвії. Народився в німецькому місті Геттінген. У 1920—1922 рр. навчався в Петрограді.
У 1922 р. сім'я Лоських була вислана з Росії. Жив у Празі (1922—1924), де працював з Н. П. Кондаковим. З 1924 року в Парижі. Навчався в Сорбонні (1924—1927). У 1925-1926 рр. вступив у Свято-Фотієвське братство. У 1940-1944 рр. брав участь у французькому Опорі. Займався науково-дослідницькою роботою і викладав догматичне богослов'я та історію Церкви в Інституті св. Діонісія в Парижі. З 1945 по 1953 рр. — декан інституту. Стараннями В. М. Лоського був відкритий перший франкомовний православний прихід на вулиці Сент-Женев'єв у Парижі. Один з керівників Співдружності святого Албанія і преподобного Сергія.
Поряд з працями протоієрея Георгія Флоровського, протопресвітера Іоанна Мейєндорфа, архімандрита Кипріана (Керна) та ін., роботи Володимира Лоського послужили початком, за висловом Георгія Флоровського, «визволення з полону» схоластичною програмою латинської теології, засвоєної академічним богослов'ям Російської Православної Церкви у XVIII—XIX століттях. Згодом на основі звільнених від полону православної христології та антропології протоієреєм Миколою Афанасьєвим була розроблена сучасна православна еклезіологія.
Похований на кладовищі Сент-Женев'єв-де-Буа.

## Родина
- Дружина (з 1928 року) — Магдалина Ісааківна Малкіель-Шапіро (1905-1968), церковний діяч, з відомого купецького сімейства Малкіель, доводилася сестрою віолончелісту і музикознавцю, професор Токійської консерваторії[en] Костянтину Ісаакович Шапіро (1896-1992), двоюрідною сестрою (по материнській лінії) філологам Віктору Максимовичу Жирмунскому і Мирону Аркадійовичу Малкіель-Жирмунскому, троюрідною сестрою письменнику Юрію Миколайовичу Тинянову і мовознавцю Якову Львовичу Малкіелю[6][7]. Її батько, Ісак Сергійович (Соломонович) Шапіро (1860-1929), був директором банку в Саратові[8].

діти
- Микола Лоський (1929-2017), професор Свято-Сергіївського богословського інституту в Парижі (по кафедрі історії Західної Церкви), священник з 2006 року[9].
- Іван Лоський (1932-1971), філолог
- Марія Семон (нар. 1934), філолог, історик літератури, викладач
- Катерина Асланова (1936-2000)

## Наукові праці, публікації
- Спор о Софии. — Париж: Братство св. Фотия, 1936.
- Essai sur la Theologie Mystique de l’Eglise d’Orient. — Paris, 1944. (2-е издание — 1977) (Английский (1957), немецкий (1961), русский (1972) переводы).
- The Meaning of Ikons. — London, 1944. (2-е издание — Boston (Mass.): Boston Book & Art Shop, 1969; 3-е издание (репринт) — Crestwood (N. Y.): St. Vladimir’s Seminary Press, 1982). Совместно с Л. А. Успенским.
- Theologie negative et connalssance de Dieu chez Maitre Eckhart. — Paris: J. Vrin, 1960 (2-е *Vision de Dieu. — P.; Neuchatel: Delachaux et Niestle, 1962 (Английский (London; Clayton: The Faith Press; American Orthodox Press, 1963.), немецкий (1964) переводы).
- A I’image et a ressemblance de Dieu. — Paris: Aubier-Montaigne, 1967. (Английский перевод — London, 1974).
- La paternite spirituelle en Russie. — Paris, 1977. Совместно с Н. С. Арсеньевым.
- Orthodox theology: An Introduction. — Crestwood (N. Y.): St. Vladimir’s Seminary Press, 1978.
- Очерк мистического богословия Восточной Церкви. Догматическое богословие. [Архівовано 22 серпня 2018 у Wayback Machine.]//Богословские труды. Сборник восьмой, посвященный Владимиру Лосскому. — М.: Издание московской патриархии. — 1972. — с. 9-128
- [Архівовано 6 серпня 2018 у Wayback Machine.] Догматическое богословие // Богословские труды. — 1972. — № 8. — С. 131—183
- «Видение Бога» в Византийском богословии [Архівовано 20 серпня 2018 у Wayback Machine.]// Богословские труды. — 1972. — № 8. — С. 187—194
- Паламитский синтез [Архівовано 29 жовтня 2013 у Wayback Machine.] // Богословские труды. — 1972. — № 8. — С. 195—203
- Господство и Царство [Архівовано 27 серпня 2018 у Wayback Machine.] // Богословские труды. — 1972. — № 8. — С. 205—214
- Святой Иоанн Дамаскин и византийское учение о духовной жизни. [Архівовано 20 серпня 2018 у Wayback Machine.] Париж, 1986. — 194 с.
- Александрия [Архівовано 15 серпня 2018 у Wayback Machine.] // Богословские труды. — 1983. — № 24. — С. 214—229
- Каппадокийцы [Архівовано 7 жовтня 2018 у Wayback Machine.] // Богословские труды. — 1984. — № 25. — С. 161—168
- По образу и подобию. — М.: Свято-Владимирское братство, 1995.
- Боговидение. — М.: Свято-Владимирское братство, 1995.
- Спор о Софии. Статьи разных лет. — М.: Свято-Владимирское братство, 1996.
- Его экзистенциальное эссе Sept jours sur les routes de France: Juin 1940. — Paris: Cerf, 1998; переведено 2012 году. СЕМЬ ДНЕЙ НА ДОРОГАХ ФРАНЦИИ. [Архівовано 1 вересня 2018 у Wayback Machine.]
- Богословие и боговидение: Сб. статей. — М.: Свято-Владимирское братство, 2000.